# مزاحمت تلفنی
مزاحمت تلفنی (انگلیسی: Prank call) (همچنین به عنوان تماس شوخی نیز شناخته می‌شود) تماس تلفنی است که تماس گیرنده به عنوان یک شوخی دستی با فردی که پاسخ می‌دهد در نظر گرفته شده‌است. این اغلب نوعی تماس مزاحم است. تحت شرایط خاصی می‌تواند غیرقانونی باشد.
مزاحمت تلفنی به شیوه‌هایی گفته می‌شود که در آن فرد یا اشخاصی با استفاده از تلفن، با هدف تخریب آرامش و حریم شخصی افراد، به صورت مداوم تماس می‌گیرند. این نوع تماس‌ها معمولاً با استفاده از تلفن‌های ناشناس، از طریق سیستم‌های خودکار یا با استفاده از اشخاص ثالث انجام می‌شود.
مزاحمت تلفنی یکی از مشکلات امنیتی در ارتباطات تلفنی است که باعث ناراحتی و اضطراب افراد می‌شود و در بعضی موارد می‌تواند به اختلال در فعالیت‌های روزانه آنها منجر شود. برخی از روش‌های پیشگیری از مزاحمت تلفنی شامل استفاده از سیستم‌های حفاظتی، فیلتر کردن تماس‌های ناشناس و تعیین حداکثر تعداد تماس‌هایی است که در یک بازه زمانی مشخص از یک شماره تلفن می‌توان دریافت کرد.
مزاحمت تلفنی یکی از مسائلی است که امروزه به دلیل پراکندگی استفاده از تلفن‌های همراه و تلفن‌های ثابت به عنوان یک وسیله ارتباطی مهم، به شدت افزایش یافته‌است. برای مقابله با این مشکل، بسیاری از شرکت‌ها و سازمان‌ها سیستم‌های امنیتی و حفاظتی پیشرفته‌تری را به کار می‌گیرند. در کل، مزاحمت تلفنی یکی از مشکلاتی است که نیازمند همکاری مردم و سازمان‌ها در پیشگیری و مقابله با آن است.
ضبط تماس‌های تلفنی شوخی به یکی از اصلی‌ترین نوارهای کاست مبهم و سرگرم‌کننده تبدیل شد که از اواخر دهه ۱۹۷۰ در بین موسیقی‌دانان، مهندسان صدا و تاجران رسانه در ایالات متحده معامله می‌شد. در میان معروف‌ترین و قدیمی‌ترین تماس‌های شوخی ثبت‌شده، نوارهای تماس‌های شوخی Tube Bar هستند که بر روی لویی «رد» دویچ متمرکز بود. جری لوئیس کمدین یک شوخی غیرقابل تصحیح تلفنی بود و ضبط‌های هجینک‌های او، مربوط به دهه ۱۹۶۰ و احتمالاً قبل از آن، هنوز هم تا به امروز در جریان است.
افراد بسیار برجسته قربانی مزاحمت تلفنی شده‌اند، برای مثال الیزابت دوم، که توسط دی‌جی کانادایی پیر براسارد که خود را به عنوان نخست‌وزیر کانادا ژان کرتین نشان می‌داد، فریب داده و از او خواسته بود تا قبل از همه‌پرسی کبک در سال ۱۹۹۵، یک سخنرانی در حمایت از وحدت کانادا ضبط کند. دو نمونه قابل توجه دیگر از تماس‌های شوخی توسط ایستگاه رادیویی رادیو ال زول مستقر در میامی انجام شد. در یکی، آنها با هوگو چاوز رئیس‌جمهور ونزوئلا تماس گرفتند و با او صحبت کردند و وانمود کردند که فیدل کاسترو رئیس‌جمهور کوبا است. آنها بعداً این شوخی را برعکس کردند و با کاسترو تماس گرفتند و وانمود کردند که چاوز هستند. کاسترو شروع به فحش دادن به شوخی‌ها به صورت زنده روی آنتن پس از افشای خود کرد.

## نمونه‌های اولیه
فیزیکدان بریتانیایی رجینالد ویکتور جونز دو نمونه اولیه از مزاحمت تلفنی را در کتاب خاطرات خود در سال ۱۹۷۸ به ثبت رساند. اولین مورد توسط کارل بوش، فیزیکدان و پناهنده از آلمان نازی بود، که در حدود سال ۱۹۳۳ یک روزنامه‌نگار را متقاعد کرد که می‌تواند اقدامات خود را از طریق تلفن (به جای آنچه که در مورد آن اتفاق افتاد، از پنجره آزمایشگاهش از طریق پنجره مشاهده کند. از آپارتمان روزنامه‌نگار). دومی توسط خود جونز بود که تقریباً در همان سال در دانشگاه آکسفورد، با تظاهر به مهندس تلفن، یک دانشجوی پژوهشی شیمی را متقاعد کرد که تلفن او ایراد دارد. دانش آموز متقاعد شد که کارهایی مانند آواز خواندن با صدای بلند در تلفن انجام دهد و در حالی که ابتدا روی یک پا و سپس روی پای دیگر ایستاده‌است، آن را با خم نگه دارد. در نهایت مجبور شد توسط یکی از همکاران جونز (که در شوخی بود) او را از پایین انداختن آن در یک سطل آب از نظر فیزیکی بازداشت.

## در ایران
مزاحمت تلفنی در ایران، مشکلی است که در آن افراد ناشناس و نامعلوم با استفاده از تلفن، به صورت مکرر و مزاحمت‌آمیز با شماره‌های دیگر تماس می‌گیرند. این مشکل در ایران و در سایر کشورها نیز وجود دارد. در بسیاری از موارد، مزاحمت تلفنی به شکل بی‌ارزش و به دنبال طنز و شوخی یا حتی انتقام شخصی اتفاق می‌افتد. اما در برخی موارد، مزاحمت تلفنی به عنوان یک شکل از آزار و اذیت شناخته می‌شود.
در ایران، مزاحمت تلفنی برای بسیاری از افراد مشکلی بزرگ است. برخی از دلایل این مشکل عبارتند از افزایش تعداد خطوط تلفنی و تعداد افرادی که به اینترنت دسترسی دارند، تحریم‌های اقتصادی و ناکارآمدی در حفاظت از اطلاعات شخصی. همچنین، توسعه فناوری‌های جدید، مثل شبکه‌های اجتماعی، امکان دسترسی آسان به اطلاعات شخصی را برای مزاحمان تلفنی فراهم کرده‌است.
در سال‌های اخیر، بسیاری از افراد به دنبال راه‌حل‌هایی برای پیشگیری از مزاحمت تلفنی هستند. در این راستا، برخی از شرکت‌های تلفن همراه راه‌حل‌هایی را ارائه کرده‌اند، مثل مسدود کردن شماره‌های ناشناس. همچنین، قوانین و مقرراتی نیز برای محافظت از حریم شخصی در حال تدوین هستند.